# Bezsántelep
Bezsántelep, más néven Kisbezsán románul: Bejan-Târnăvița falu Romániában, Erdélyben, Hunyad megyében. Közsigazgatásilag Marossolymos községhez tartozik.
Dévától északnyugatra, az Erdélyi-érchegység dombvidékén található.
1434-ben Poss. Besen, 1516-ban Poss. Besanfalwa, 1519-ben Poss. Kysbesan néven említették.
1966-ban 210, 1977-ben 49, 1992-ben 5, 2002-ben 2 lakosa volt, valamennyien románok.